# The Lady in the Van
The Lady in the Van es una película biográfica de comedia dramática sobre la historia de Mary Shepherd, una anciana que vivió durante quince años en una vieja furgoneta aparcada en una calle de Londres. Está dirigida por Nicholas Hytner y cuenta en su reparto con Maggie Smith, Alex Jennings, Jim Broadbent y Roger Allam.
Se estrenó el 13 de noviembre de 2015.

## Sinopsis
Mary Shepherd (Maggie Smith) es una anciana que vive en una vieja furgoneta aparcada en una calle de Londres. Un día el escritor Alan Bennett (Alex Jennings) le permitió estacionar en el acceso a su casa, como favor temporal. Este hecho se transformó en una relación de quince años.

## Reparto
- Maggie Smith como Mary Shepherd / Margaret Fairchild
- Clare Hammond como una joven Mary Shepherd
- Alex Jennings como Alan Bennett
- Jim Broadbent como Underwood
- Frances de la Tour como Ursula Vaughan Williams
- Roger Allam como Rufus
- Deborah Findlay como Pauline
- Gwen Taylor como Sra. Bennett
- Pandora Colin como Fiona Perry
- Nicholas Burns como Giles Perry
- David Calder como Leopold Fairchild
- Marion Bailey como una ama de llaves
- Cecilia Noble como la señorita Briscoe
- Claire Foy como Lois
- Tom Klenerman como Tom Perry

## Recepción
En Rotten Tomatoes la película tuvo una aprobación del 91%, basada en 127 críticas con una puntuación media de 6,5/10. En Metacritic la película tuvo una puntuación de 70 sobre 100, basada en 30 críticas.

## Premios y nominaciones
| Año  | Premio                                 | Categoría                                              | Nominados (as) | Resultado |
| ---- | -------------------------------------- | ------------------------------------------------------ | -------------- | --------- |
| 2015 | AARP Movies for Grownups Awards        | Mejor actriz                                           | Maggie Smith   | Nominada  |
| 2015 | International Film Music Critics Award | Mejor banda sonora original de una película de comedia | George Fenton  | Nominado  |
| 2016 | BAFTA                                  | Mejor actriz                                           | Maggie Smith   | Nominada  |
| 2016 | Evening Standard British Film Awards   | Mejor actriz                                           | Maggie Smith   | Ganadora  |
| 2016 | Globo de Oro                           | Mejor actriz - Comedia o musical                       | Maggie Smith   | Nominada  |